# Цвєточний
Цвєточний (рос. Цветочный; адиг. Къэгъэгъалъ) — селище Майкопського району Адигеї Росії. Входить до складу Тимірязевського сільського поселення.
Населення — 1432 особи (2015 рік).